# Länkkatalog
Länkkatalog, webbplats eller del av webbplats med ett antal länkar till andra webbplatser, sorterade i olika kategorier och ofta också i underkategorier.
En stor länkkatalog på Internet idag är Curlie, som tog över efter Open Directory Project (ODP/DMOZ) när ODP lades ner 2017. Tidigare fanns även Yahoo! Directory, men denna länkkatalog lades ner 2014. Bland mer etablerade svenska länkkataloger av seriösare karaktär kan nämnas Infoo.se, som baseras på universitetsnätverket SUNETs länkkatalog som startades 1993.
Det som kan skilja definitionerna länkkatalog och länksamling åt, är att en länksamling ofta har fler länkar på varje webbsida i långa listor. En länkkatalog har oftast fler kategorier och underkategorier och har mer detaljerad information om varje specifik länk.

## Urval av svenskspråkiga länkkataloger
- Curlie